# خوسيه روبسون دو ناسيمينتو
خوسيه روبسون دو ناسيمينتو (بالبرتغالية: José Róbson do Nascimento‏) (10 مايو 1969 في البرازيل – )؛ هو لاعب كرة قدم سابق كان يلعب كمهاجم.

## وصلات خارجية
- خوسيه روبسون دو ناسيمينتو على موقع رابطة كرة القدم اليابانية للمحترفين (اليابانية)
- خوسيه روبسون دو ناسيمينتو على موقع قاعدة بيانات كرة القدم.إي يو (الإنجليزية)
- خوسيه روبسون دو ناسيمينتو على موقع عالم كرة القدم.نت (الإنجليزية)